# L’Isle-Arné
L’Isle-Arné – miejscowość i gmina we Francji, w regionie Oksytania, w departamencie Gers.
Według danych na rok 1990 gminę zamieszkiwały 83 osoby, a gęstość zaludnienia wynosiła 12 osób/km² (wśród 3020 gmin regionu Midi-Pireneje L’Isle-Arné plasuje się na 980. miejscu pod względem liczby ludności, natomiast pod względem powierzchni na miejscu 1331.).